# Boulevard de la Commune-de-Paris
Le boulevard de la Commune-de-Paris est une voie de communication de Saint-Denis.

## Situation et accès

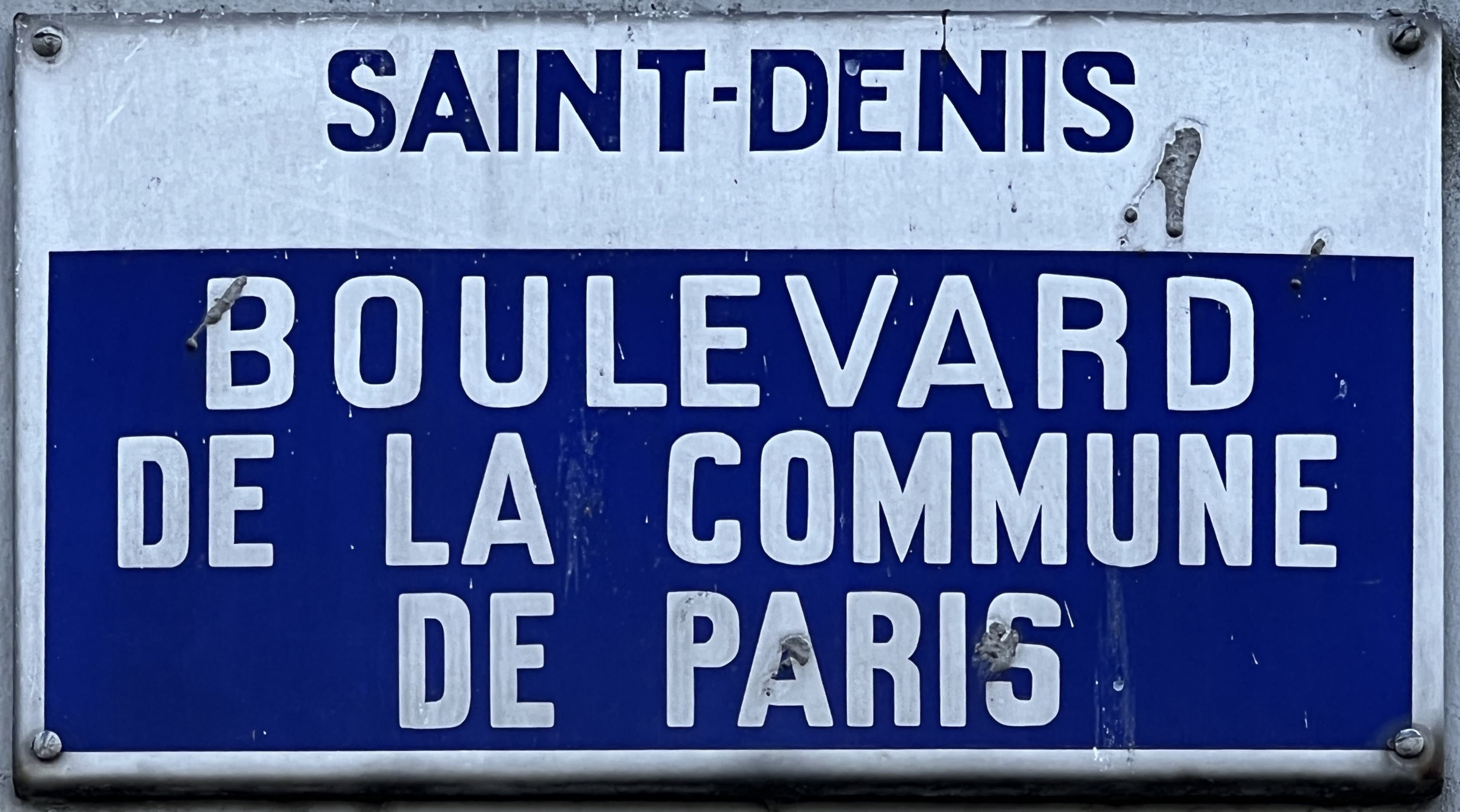
Plaque émaillée du boulevard de la Commune-de-Paris, juillet 2022.

Il est desservi par la ligne 1 du tramway d'Île-de-France qui le parcourt sur sa partie sud-est.

## Origine du nom
Il porte le nom de la Commune de Paris, période insurrectionnelle de l'histoire de Paris qui s'étendit du 18 mars au 28 mai 1871.

## Historique
La création de ce boulevard est un emprunt au boulevard Félix-Faure, qu'il prolonge à l'est. Cette décision fut prise par une délibération du Conseil Municipal, le 26 février 1981.

## Bâtiments remarquables et lieux de mémoire

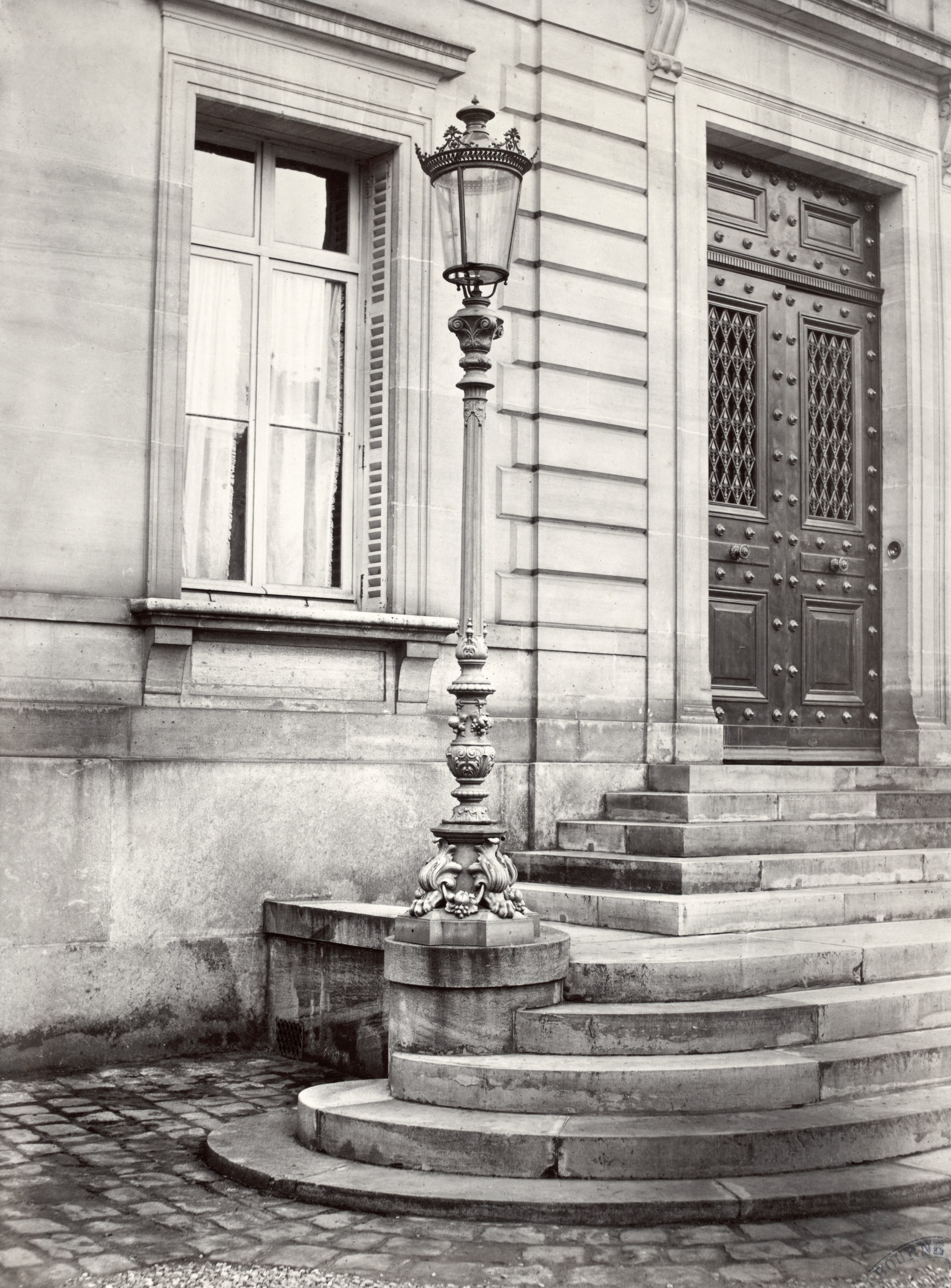
La sous-préfecture de Saint-Denis, cliché de Charles Marville, 1878.

- Cimetière de Saint-Denis, probablement établi vers 1793[3].
- La rue a abrité plusieurs bâtiments ayant la fonction de Sous-préfecture de Saint-Denis. Depuis l'été 2023, celle-ci se trouve rue Catulienne[4].